# East of Scotland Championships
Die East of Scotland Championships sind offene internationale Meisterschaften im Badminton in Schottland. Sie waren eines der bedeutendsten internationalen Badmintonturniere in Schottland bis in die 1970er Jahre hinein. Erstmals fanden sie in den 1920er Jahren statt. Mit der Ausbreitung des Badmintonsports über alle Kontinente verloren die Titelkämpfe in den 1970er Jahren an internationaler Bedeutung.

## Sieger
| Saison    | Herreneinzel      | Dameneinzel         | Herrendoppel                        | Damendoppel                       | Mixed                              |
| --------- | ----------------- | ------------------- | ----------------------------------- | --------------------------------- | ---------------------------------- |
| 1934      | Raymond M. White  |                     |                                     |                                   |                                    |
| 1935      | Raymond M. White  | Elizabeth Anderson  | Raymond M. White Ian Maconachie     | C. B. Alison M. Paton             | Raymond M. White C. B. Alison      |
| 1936 1967 | keine Daten       | keine Daten         | keine Daten                         | keine Daten                       | keine Daten                        |
| 1968      | Adam Flockhart    | Eva Twedberg        | Ian Hume Jim McNeillage             | Maureen Hume Mary Thompson        | Mac Henderson Betty Goodwin        |
| 1969 2008 | keine Daten       | keine Daten         | keine Daten                         | keine Daten                       | keine Daten                        |
| 2009      | Gordon Hoggan     | Lauren Smith        | Peter Hockey Duncan Leith           | Lindsay Campbell Victoria Wan     | Duncan Leith Helen McCombe         |
| 2010      | Gordon Thomson    | Kate Robertshaw     | David Forbes Stewart Kerr           | Emma Cook Caitlin Pringle         | Gordon Hoggan Lindsay Campbell     |
| 2011      | Kenneth Young     | Viktoria Tsvetanova | Thomas Bethell Keith Turnbull       | Emma Cook Fiona Archibald         | Peter Hockey Lindsay Campbell      |
| 2012      | Gordon Hoggan     | Emma Cook           | Patrick MacHugh Keith Turnbull      | Caitlin Pringle Victoria Wan      | Peter Hockey Hannah Laing          |
| 2013      | Matthew Carder    | Julie MacPherson    | Martin Campbell Michael Campbell    | Rebekka Findlay Caitlin Pringle   | Peter Hockey Lindsay Campbell      |
| 2014      | Matthew Carder    | Fiona Sneddon       | Josh Neil Ben Torrance              | Kirsty Flockhart Fiona Sneddon    | Matthew Carder Viktoria Tsvetanova |
| 2015      | Matthew Carder    | Julie MacPherson    | Martin Campbell Michael Campbell    | Rebekka Findlay Caitlin Pringle   | Adam Hall Julie MacPherson         |
| 2016      | Ben Torrance      | Julie MacPherson    | Danny Leinster Steven Stewart       | Sarah Bok Julie MacPherson        | Jamie Neill Kirsten Geals          |
| 2017      | Ben Torrance      | Holly Newall        | Christopher Grimley Matthew Grimley | Caitlin Pringle Ciara Torrance    | Ben Torrance Sarah Findlay         |
| 2018      | Ben Torrance      | Lauren Middleton    | Danny Leinster Steven Stewart       | Lauren Middleton Sarah Sidebottom | Ben Torrance Sarah Findlay         |
| 2019      | Ciar Pringle      | Rachel Cameron      | Ciar Pringle Jack Macgregor         | Rachel Andrew Rachel Cameron      | Robert Dunn Kirsten Berry          |
| 2020      | Callum Smith      | Basia Grodynska     | Alexander Dunn Robert Dunn          | Caitlin Pringle Sarah Sidebottom  | Robert Dunn Caitlin Pringle        |
| 2021      | nicht ausgetragen | nicht ausgetragen   | nicht ausgetragen                   | nicht ausgetragen                 | nicht ausgetragen                  |
| 2022      | James Robertson   | Basia Grodynska     | Kenneth Cheung Callum Crangle       | Kirsten Berry Sophie Ford         | Kenneth Cheung Jodie Harris        |
| 2023      | Callum Smith      | Basia Grodynska     | Calum Flockhart Angus Meldrum       | Kirsten Berry Sophie Ford         | Robert Dunn Kirsten Berry          |
| 2024      | Angus Meldrum     | Vibha Raman         | Ganesh Balaji Zheng Wei Wong        | Holly Newall Antonia Woods        | Zheng Wei Wong Wen Jun Cheah       |
| 2025      | Matthew Waring    | Vibha Raman         | Marcus Ellis Luke Parkinson         | Ishbel Mccallister Brooke Stalker | Calum Flockhart Wen Jun Cheah      |